# Jaysingpur
Jaysingpur es una ciudad y  municipio situada en el distrito de Kolhapur en el estado de Maharashtra (India). Su población es de 48510 habitantes (2011). Fue fundada en 1916,

## Demografía
Según el censo de 2011 la población de Jaysingpur era de 484510 habitantes, de los cuales 24273 eran hombres y 24237 eran mujeres. Jaysingpur tiene una tasa media de alfabetización del 85,38%, superior a la media estatal del 82,34%: la alfabetización masculina es del 90,97%, y la alfabetización femenina del 79,83%.